# Alfred Lucchetti i Farré
Alfred Lucchetti i Farré (Barcelona, 3 de febrer de 1934 - Barcelona, 8 d'abril de 2011) fou un actor català vinculat al teatre, al cinema i al doblatge.

## Biografia
Tenia un extens repertori tant en teatre com en cinema. També participà en sèries de Televisió de Catalunya com Poble Nou amb el personatge de l'Andreu (1994), Nissaga de poder (1996) o Jet Lag. Quant a teatre, va interpretar al Teatre Nacional de Catalunya L'heroi de Santiago Rusiñol (1982), dirigit per Fabià Puigserver o La filla del Mar (2000) d'Àngel Guimerà; el 1995 va traduir i protagonitzar Filumena Marturano d'Eduardo de Filippo. Al seu poble d'estiueig, Sant Pere de Vilamajor dirigí el retaule medieval Presència Històrica et Feyts de Vilamagore (1993-2000), obra de Francesc Bardera i Massó representada per més d'un centenar d'actors amateurs del mateix poble cada segona setmana de juliol.
Provinent del teatre, va entrar al doblatge amb sèries com Dallas i Hotel Fawlty. També va participar en els doblatges en català de les pel·lícules: Ben-Hur posant la veu a George Relph (Tiberi Cèsar), Només es viu dues vegades, Els set magnífics i les infantils La volta al món de Willy Fog i Chitty Chitty Bang Bang. També va doblar personatges d'anime com Son Gohan, avi d'en Goku a Bola de drac, i va participar en el doblatge de Dr. Slump, Musculman i Fly.
El 1995 va rebre la Creu de Sant Jordi. Endemés va rebre el premi Max de Teatre del 2001; Premi Honorífic de Cinema 1994 de la Generalitat de Catalunya; i Premi Butaca 1997, concedit pel públic.
Estava vinculat políticament al PSUC. Fou germà del també actor Francesc Lucchetti, del polític Antoni Lucchetti i del director tècnic i decorador Pepe Lucchetti. Va ser pare del regidor de teatre Tito Lucchetti i de la també actriu Mònica Lucchetti.

## Filmografia
- Aborto criminal (1973) d'Ignacio F. Iquino
- Furia española (1975) de Francesc Betriu
- Les llargues vacances del 36 (1976) de Jaime Camino
- La ciutat cremada (1976) d'Antoni Ribas
- Cambio de sexo (1977) de Vicente Aranda
- L'obscura història de la cosina Montse (1978) de Jordi Cadena
- Un hombre llamado Flor de Otoño (1978) de Pedro Olea
- Companys, procés a Catalunya (1979) de Josep Maria Forn i Costa
- La verdad sobre el caso Savolta (1980) d'Antonio Drove
- Los últimos golpes del Torete (1980) de José Antonio de la Loma
- Navajeros (1980) d'Eloy de la Iglesia
- Barcelona sud (1981) de Jordi Cadena
- Objetivo: sexo (1981) de Jordi Cadena
- Asalto al Banco Central (1983)
- El Pico (1983) d'Eloy de la Iglesia
- El Pico 2 (1984) d'Eloy de la Iglesia
- Perras callejeras (1985) de José Antonio de la Loma
- Adela (1986) de Carles Balagué
- Barcelona Connection (1987) de Miquel Iglesias i Bonns
- Material urbà (1987) de Jordi Bayona
- Mi general (1987) de Jaime de Armiñán
- La teranyina (1990) d'Antoni Verdaguer
- Ho sap el ministre? (1992) de Josep Maria Forn i Costa
- La febre d'or (1993) de Gonzalo Herralde
- Tres días de libertad (1996) de José Antonio de la Loma
- El coronel Macià (2006) de Josep Maria Forn i Costa